# Mezquita As-Sunna
La Mezquita As-Sunna o Mezquita Assounna (en árabe: مسجد السنة‎, lit. 'Mezquita del Sunna') es una mezquita situada en el centro de Rabat, Marruecos. Es una de las más grandes del país.

## Historia
La mezquita fue fundada por el sultán alauí Mulay Mohammed ben Abdallah (quien brevemente hizo de Rabat su capital) y fue completada en 1785. Sin embargo, fue casi completamente restaurada en el siglo XIX. En 1969, con motivo del 40.º cumpleaños del rey Hassan II, la mezquita fue renovada nuevamente y su minarete fue trasladado de su posición original en la esquina noroeste de la mezquita y reconstruido "piedra por piedra" en la esquina suroeste, donde se encuentra hoy, con el fin de mejorar su perspectiva a lo largo del eje de la Avenue Mohammed V.

## Arquitectura
La mezquita ocupa una posición visualmente destacada en la Avenue Mohammed V, una de las principales arterias del centro de Rabat. El edificio tiene una planta casi cuadrada de aproximadamente 74 metros por lado, con una superficie de 5565 metros cuadrados, lo que la convierte en la cuarta mezquita histórica más grande de Marruecos. Su disposición es relativamente estándar para una mezquita marroquí, con un gran patio rectangular (sahn) rodeado de galerías y una sala de oración compuesta por tres pasillos transversales principales que corren paralelos al muro de la alquibla (sureste). En cada extremo del patio, alineados con las entradas laterales, hay pabellones ornamentales que recuerdan un diseño similar en la antigua mezquita de al-Qarawiyyin en Fez. La parte norte de la mezquita está ocupada por habitaciones adicionales que antiguamente albergaban a estudiantes. El minarete, con motivos decorativos tallados en sus cuatro fachadas, está ubicado en la esquina suroeste, aunque originalmente se encontraba en la esquina noroeste. La mezquita cuenta con varias puertas ornamentales y decoración tradicional marroquí en su interior.

## Galería

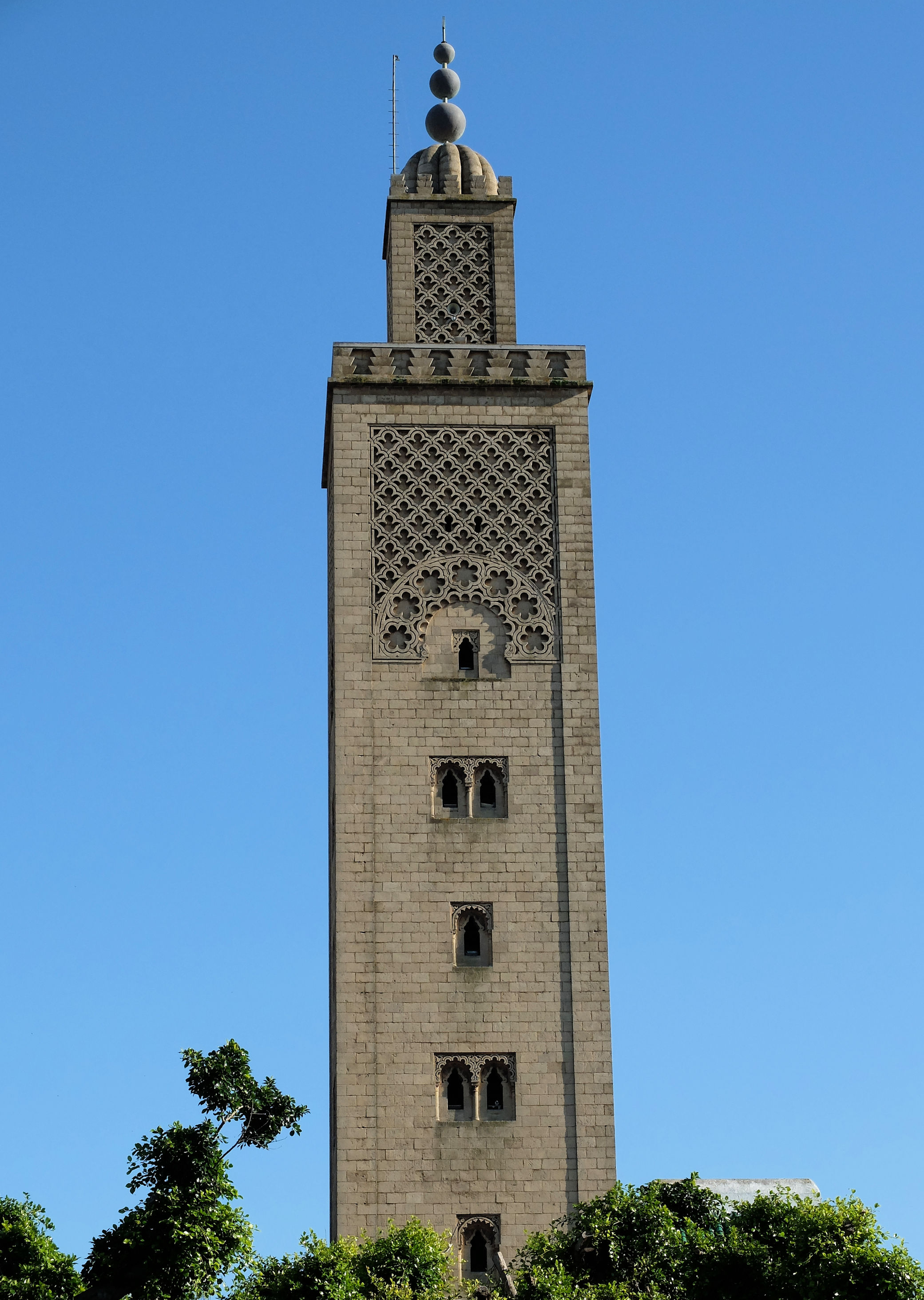
El minarete de la mezquita.
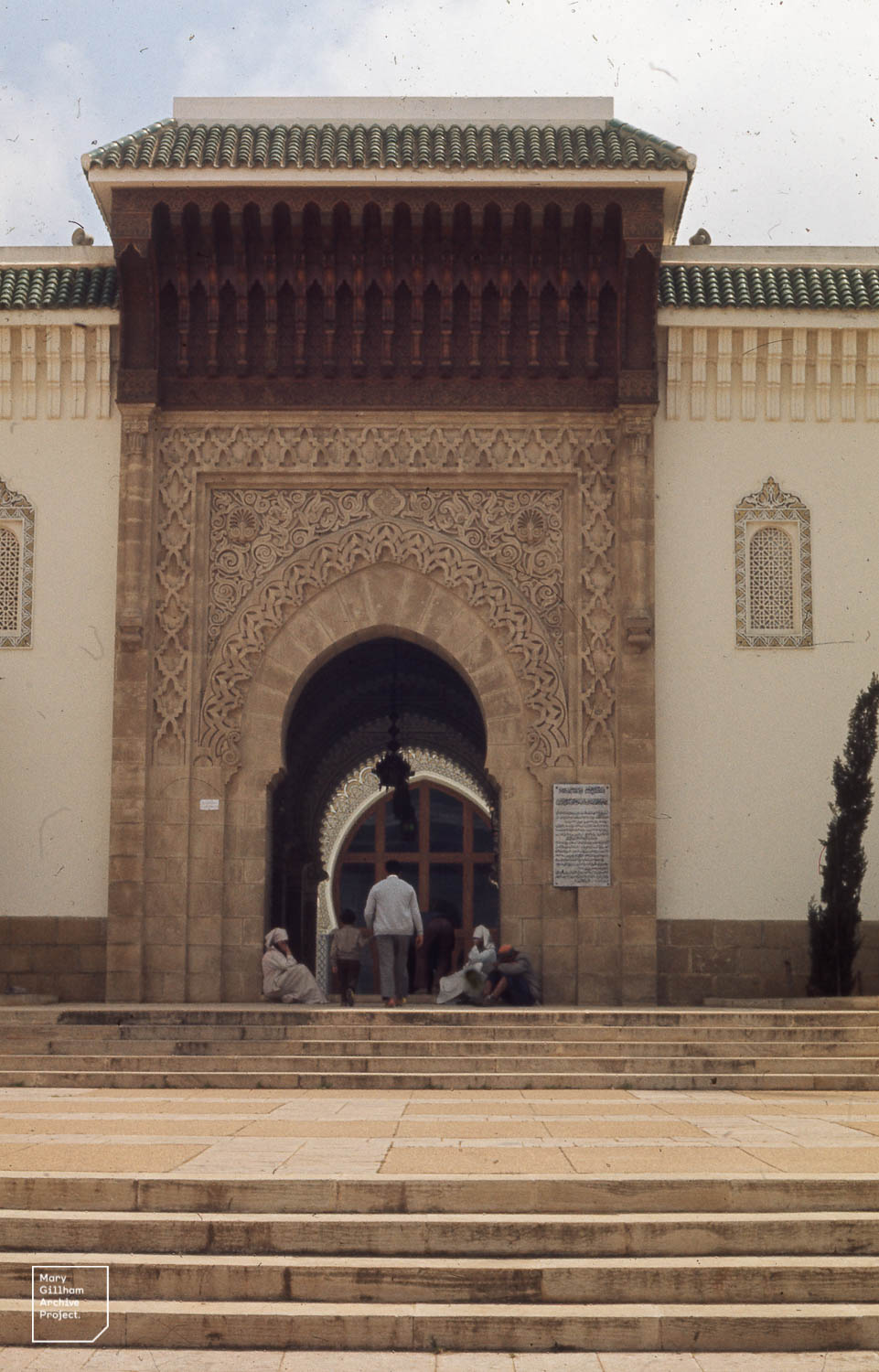
Una de las entradas principales de la mezquita.
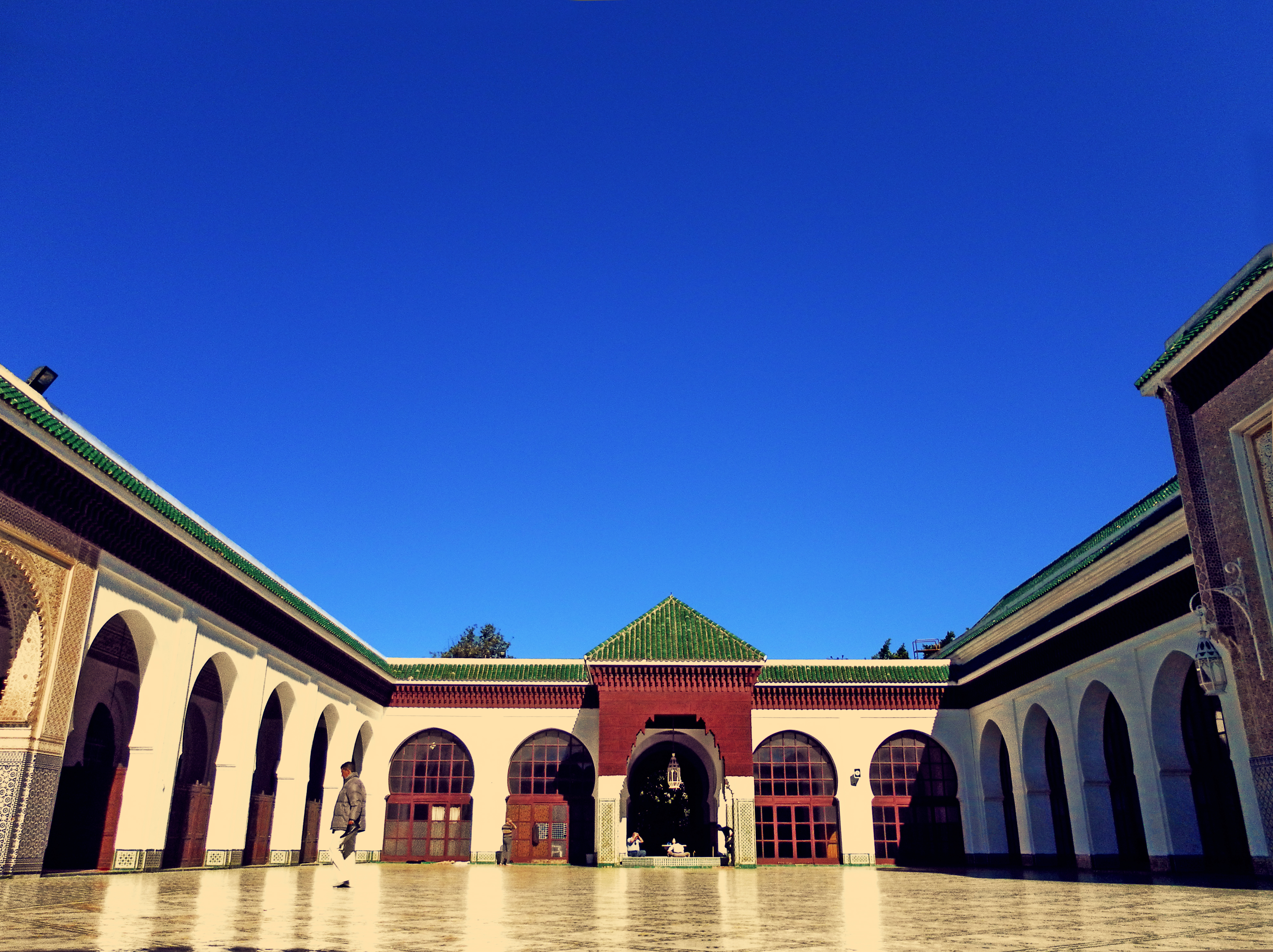
El patio de la mezquita
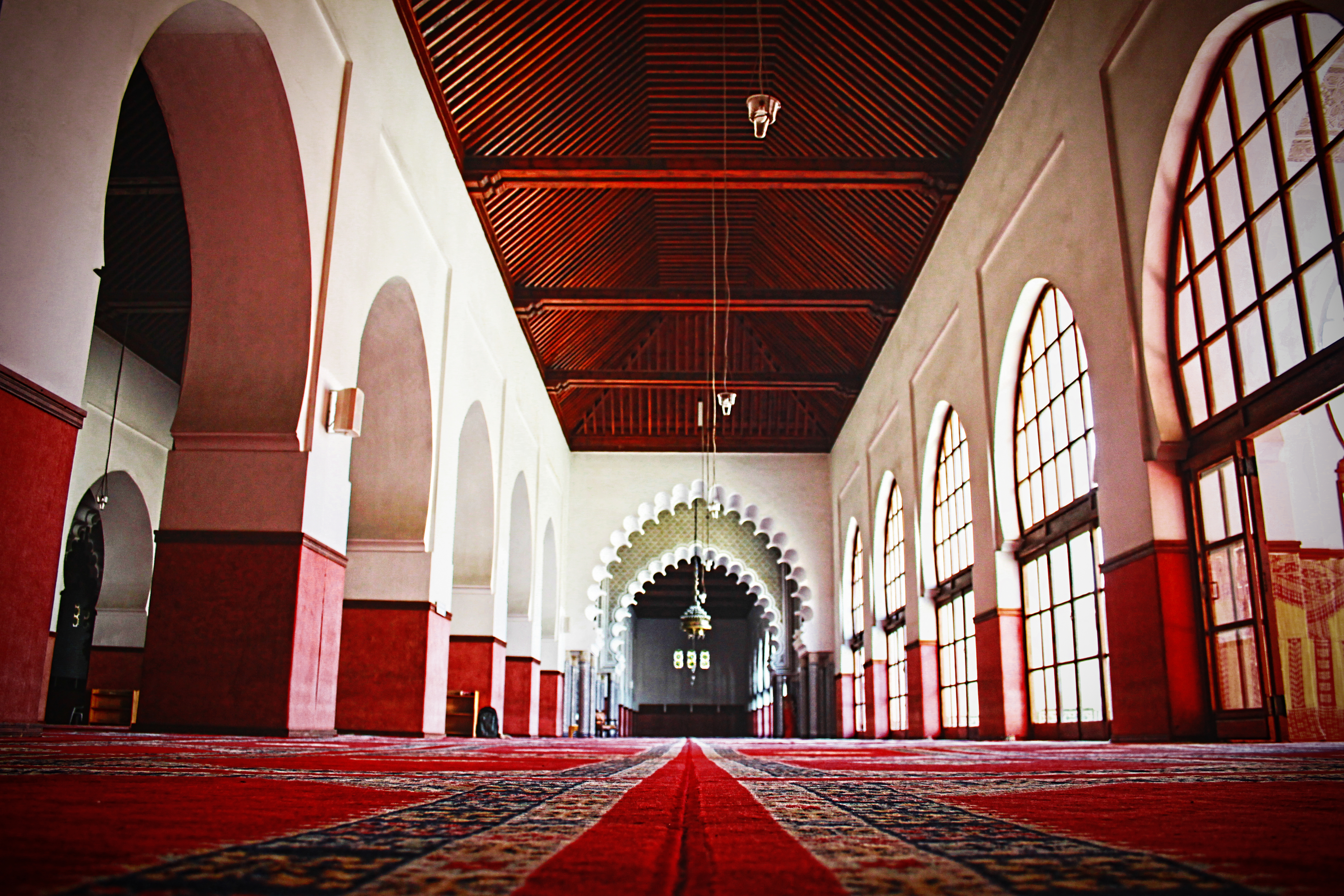
Vista del interior de la sala de oración.